# Llista de monuments de Son Servera
Llista de monuments de Son Servera catalogats pel consell insular de Mallorca com a Béns d'Interès Cultural en la categoria de monuments pel seu interès històric, artístic, arquitectònic, arqueològic, històric-industrial, etnològic, social, científic o tècnic.
| Monument                                                         | Tipus                | Localització                      | Coordenades                                          | Codi?         | Imatge |
| ---------------------------------------------------------------- | -------------------- | --------------------------------- | ---------------------------------------------------- | ------------- | --- |
| Torre de Port Nou                                                | Arq. defensiva       | Son Servera El Port Nou           | 39° 37′ 33″ N, 3° 23′ 46″ E / 39.625886°N,3.396167°E | RI-51-0008525 | Carregueu una nova foto d'aquest monument                                                                                        |
| Ca s'Hereu                                                       | Arq. defensiva       | Son Servera Carrer de Miquel Gaià | 39° 37′ 11″ N, 3° 21′ 39″ E / 39.619661°N,3.360877°E | RI-51-0008526 | Carregueu una nova foto d'aquest monument                                                                                        |
| Torre de Pula                                                    | Arq. defensiva       | Son Servera Carretera Ma-4040     | 39° 38′ 40″ N, 3° 22′ 44″ E / 39.644357°N,3.378963°E | RI-51-0008527 | Carregueu una nova foto d'aquest monument                                                                                        |
| Son Sard                                                         | Arq. defensiva       | Son Servera Carretera Ma-4033     | 39° 38′ 12″ N, 3° 22′ 16″ E / 39.636634°N,3.371163°E | RI-51-0008528 | Carregueu una nova foto d'aquest monument                                                                                        |
| Cova de ca s'Hereu / Sa Cova Calenta                             | Monument arqueològic | Son Servera                       | 39° 36′ 54″ N, 3° 21′ 11″ E / 39.615054°N,3.353192°E | RI-51-0002979 | Carregueu una nova foto d'aquest monument                                                                                        |
| Talaiot de Ca s'Hereu / Es Puig                                  | Monument arqueològic | Son Servera                       | 39° 37′ 19″ N, 3° 22′ 22″ E / 39.622030°N,3.372685°E | RI-51-0002980 | Carregueu una nova foto d'aquest monument                                                                                        |
| Habitació prehistòrica de Ca s'Hereu / Es Serral des Vent        | Monument arqueològic | Son Servera                       | 39° 36′ 33″ N, 3° 22′ 27″ E / 39.609132°N,3.374130°E | RI-51-0002981 | Carregueu una nova foto d'aquest monument                                                                                        |
| Cova de sa Font Gata / Cova de sa Geneta                         | Monument arqueològic | Son Servera                       |                                                      | RI-51-0002982 | Carregueu una nova foto d'aquest monument                                                                                        |
| Talaiot de Pula / Davant ses cases                               | Monument arqueològic | Son Servera                       | 39° 38′ 42″ N, 3° 22′ 43″ E / 39.644944°N,3.378639°E | RI-51-0002983 | Talaiot de Pula / Davant ses cases (Son Servera) · Vegeu més fotos d'aquest monument · Carregueu una nova foto d'aquest monument |
| Talaiot de Pula / Can Pistola                                    | Monument arqueològic | Son Servera                       | 39° 38′ 19″ N, 3° 22′ 51″ E / 39.638583°N,3.380756°E | RI-51-0002984 | Carregueu una nova foto d'aquest monument                                                                                        |
| Talaiot de Pula / Ses Rumies                                     | Monument arqueològic | Son Servera                       | 39° 38′ 22″ N, 3° 23′ 11″ E / 39.639349°N,3.386406°E | RI-51-0002985 | Carregueu una nova foto d'aquest monument                                                                                        |
| Cova des Rafal de Baix                                           | Monument arqueològic | Son Servera                       | 39° 39′ 58″ N, 3° 22′ 02″ E / 39.666099°N,3.367325°E | RI-51-0002986 | Carregueu una nova foto d'aquest monument                                                                                        |
| Resta prehistòrica des Rafal de Baix                             | Monument arqueològic | Son Servera                       |                                                      | RI-51-0002987 | Carregueu una nova foto d'aquest monument                                                                                        |
| Talaiot de Son Corb / Son Lluc                                   | Monument arqueològic | Son Servera                       | 39° 37′ 20″ N, 3° 22′ 35″ E / 39.622099°N,3.376402°E | RI-51-0002988 | Carregueu una nova foto d'aquest monument                                                                                        |
| Turó fortificat de Son Gener / Sa Pleta                          | Monument arqueològic | Son Servera                       | 39° 38′ 48″ N, 3° 21′ 14″ E / 39.646588°N,3.353819°E | RI-51-0002990 | Carregueu una nova foto d'aquest monument                                                                                        |
| Son Jordi / Can Ballester                                        | Monument arqueològic | Son Servera                       | 39° 38′ 08″ N, 3° 23′ 27″ E / 39.635487°N,3.390703°E | RI-51-0002991 | Son Jordi / Can Ballester (Son Servera) · Vegeu més fotos d'aquest monument · Carregueu una nova foto d'aquest monument          |
| Necròpoli de Son Jordi / Es Coco de Can Ballester                | Monument arqueològic | Son Servera                       | 39° 38′ 08″ N, 3° 23′ 27″ E / 39.635487°N,3.390703°E | RI-51-0002992 | Carregueu una nova foto d'aquest monument                                                                                        |
| Resta prehistòrica de Son Jordi / Puig des Moro                  | Monument arqueològic | Son Servera                       | 39° 38′ 11″ N, 3° 25′ 31″ E / 39.636357°N,3.425191°E | RI-51-0002993 | Carregueu una nova foto d'aquest monument                                                                                        |
| Resta prehistòrica de Son Jordi d'en Sagrera / Turó de s'Olivar  | Monument arqueològic | Son Servera                       | 39° 38′ 21″ N, 3° 23′ 11″ E / 39.639285°N,3.386412°E | RI-51-0002994 | Carregueu una nova foto d'aquest monument                                                                                        |
| Cova de Son Sard / Coves des Torrent                             | Monument arqueològic | Son Servera                       | 39° 38′ 04″ N, 3° 22′ 29″ E / 39.634359°N,3.374615°E | RI-51-0002995 | Carregueu una nova foto d'aquest monument                                                                                        |
| Necròpoli de Son Sard / Puig de Son Sard / Sementer de ses Coves | Monument arqueològic | Son Servera                       | 39° 38′ 04″ N, 3° 22′ 29″ E / 39.634359°N,3.374615°E | RI-51-0002996 | Carregueu una nova foto d'aquest monument                                                                                        |
| Cova de Son Sard / Puig de Son Sard                              | Monument arqueològic | Son Servera                       | 39° 38′ 27″ N, 3° 22′ 02″ E / 39.640699°N,3.367179°E | RI-51-0002997 | Carregueu una nova foto d'aquest monument                                                                                        |
| Poblat murat de Son Corb Rosselló                                | Zona arqueològica    | Son Servera                       | 39° 37′ 17″ N, 3° 23′ 09″ E / 39.621331°N,3.385723°E | RI-51-0002989 | Carregueu una nova foto d'aquest monument                                                                                        |